# Practical joke

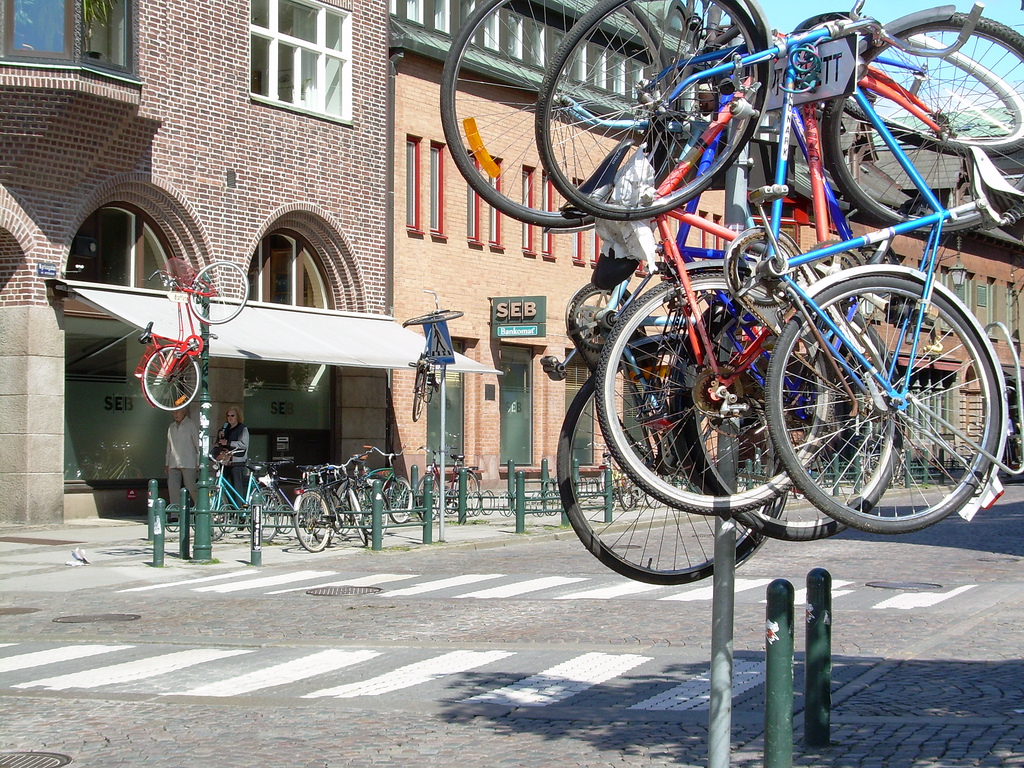
Cyklar upphängda i vägskyltar i Lund.

Ett practical joke (ungefär spratt, busstreck eller rackartyg), även kallat prank, kännetecknas av att en eller flera personer utsätts för ett skämt som är av mer praktisk natur än vanliga verbala skämt. Ett practical joke är ofta avsett att chockera lite grann. Vissa practical jokes är av taskig och burdus natur och andra mer oskyldiga. Klassiska practical jokes är att bädda säck, hartsfiol, att limma fast ett mynt på till exempel trottoaren och att lägga något ovanpå en dörrkant som sedan trillar ned på den som öppnar dörren. 
TV-serie-konceptet Dolda kameran (engelska "Candid Camera") är ett konkret exempel på tillämpningar av practical jokes. En annan typ av practical joke är en screamer, som oftast tar formen av en film som skrämmer tittaren med en spöklik bild och ett högt skrik (därav namnet). Vissa practical jokes tenderar att vara våldsamma och hänsynslösa.
Under 2000-talet har det blivit vanligt med "prankvideor", att människor utsätter bekanta eller främlingar för prank, filmar det och lägger ut filmerna till allmän beskådan på en videotjänst.
Uttrycket "practical joke" är belagt i svenska språket sedan 1944.

## Galleri

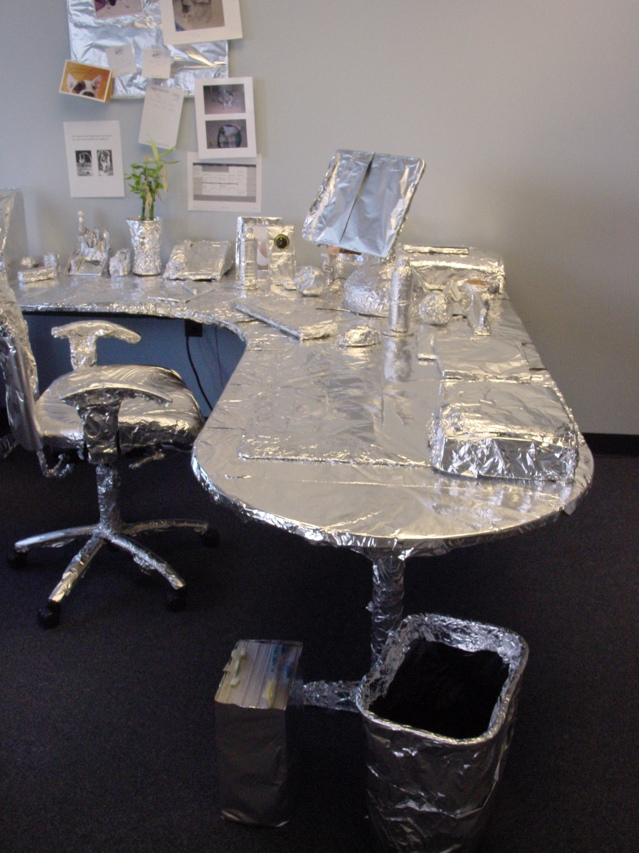
Kontorsinredning inslagen i aluminiumfolie.
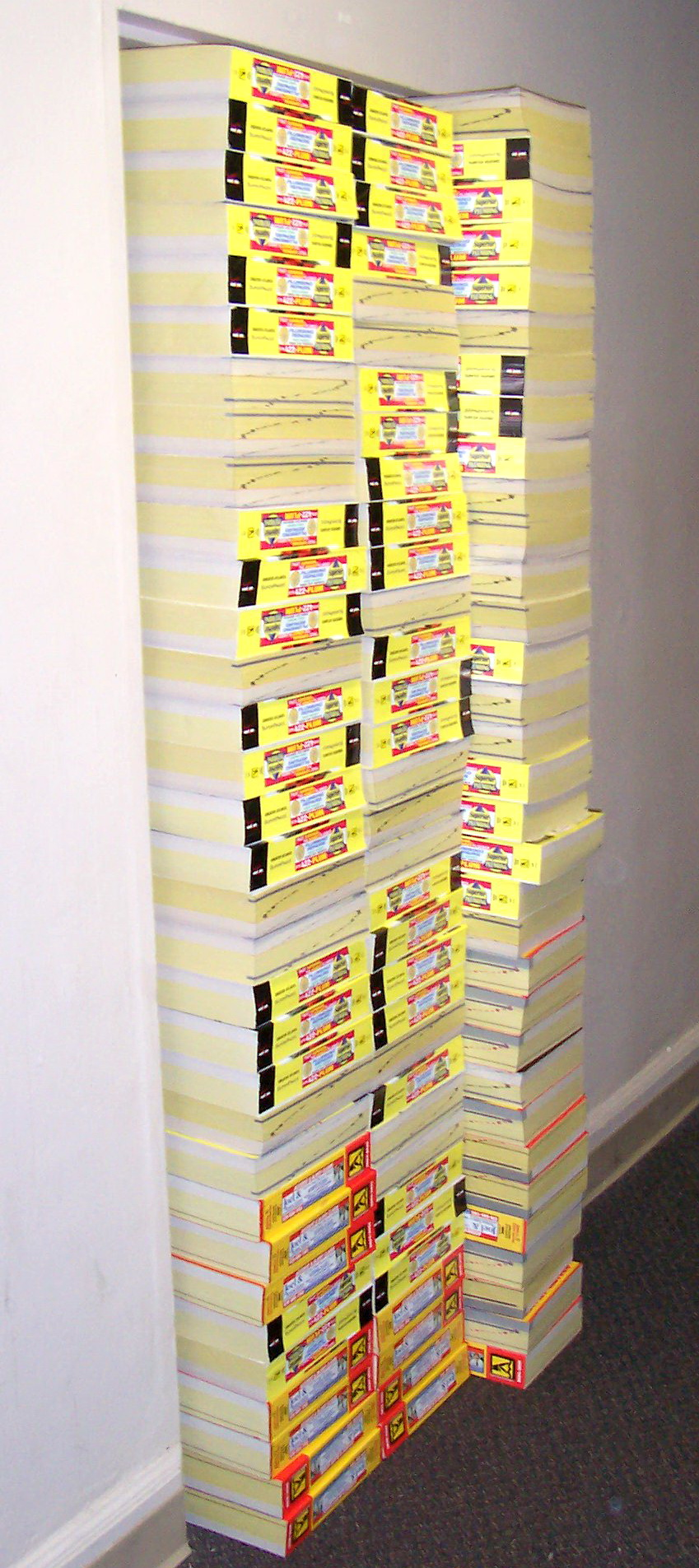
Dörröppning igenmurad med telefonkataloger.
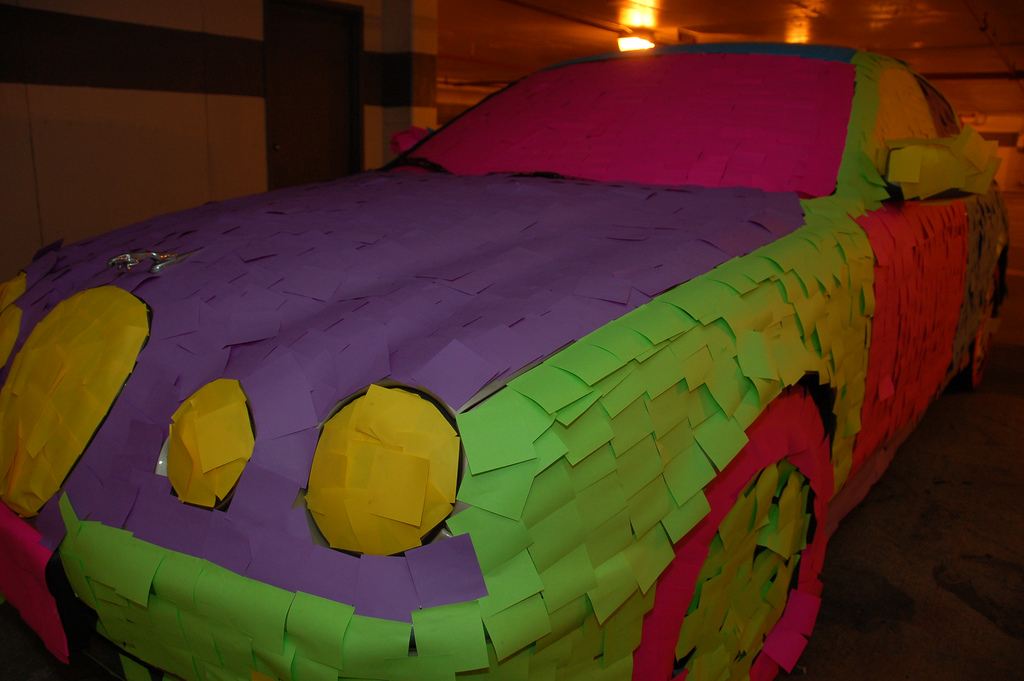
Bil dold under Post-It-lappar.
Naturtroget hundbajs.